# Parti africain pour une transformation radicale et l'intégration des États
Le Parti africain pour une transformation radicale et l'intégration des États (Patrie) est un parti politique centrafricain reconnu depuis le 18 août 2004 par le service des affaires politiques et créé par Crépin Mboli-Goumba en septembre 2003, en vue de sa candidature à l’élection présidentielle alors annoncée pour 2004.

## Histoire
Crépin Mboli-Goumba n'est finalement pas candidat en 2005, il annonce à nouveau sa candidature à l’élection présidentielle de 2015, acteur et membre d’un gouvernement de la transition, sa candidature ne peut être validée. Le parti est présent aux élections législatives centrafricaines de 2015-2016, il obtient 5 sièges de députés.

### Législatives
Le parti présente des candidats aux élections législatives depuis 2015.
| Année | Sièges | Représentation | Rang |
| 2016  | 10     | 10 / 140       | 3e   |
| 2021  | 3      | 3 / 140        |      |